# Hidrocalumita
La hidrocalumita és un mineral de la classe dels òxids, que pertany al grup de la hidrocalumita. Anomenada així en al·lusió a la seva composició: aigua (hidro-), calci (-cal-) i alumini (-alum-) i el sufix «-ita». Segons alguns autors, el rang composicional que actualment s'assigna a la hidrocalumita, pot representar més d'una espècie mineral. Moltes de les espècies relacionades amb la hidrocalumita han estat descrites com a compostos sintètics.

## Característiques
La hidrocalumita és un òxid de fórmula química Ca₄Al₂(OH)₁₂(Cl,CO₃,OH)₂·4H₂O. Cristal·litza en el sistema monoclínic. La seva duresa a l'escala de Mohs és 3.
Segons la classificació de Nickel-Strunz, la hidrocalumita pertany a «04.FL: Hidròxids (sense V o U), amb H2O+-(OH); làmines d'octaedres que comparetixen angles» juntament amb els següents minerals: trebeurdenita, woodallita, jamborita, meixnerita, fougerita, iowaïta, kuzelita, aurorita, calcofanita, ernienickelita, jianshuiïta, woodruffita, asbolana, buserita, rancieïta, takanelita, birnessita, cianciul·liïta, jensenita, leisingita, akdalaïta, cafetita, mourita i deloryita.

## Formació i jaciments
És un mineral rar que es forma en els darrers estadis per acció hidrotermal en skarns formats per metamorfisme de contacte en calcàries; també es troba en xenòlits en laves. S'ha trobat associat a afwillita, portlandita, ettringita, larnita, plombièrita, hidrogrossulària i calcita. Algunes localitats rellevants on s'ha trobat són: Scawt Hill (Irlanda); Ceyrat (França); Campomorto (Itàlia); als volcans Rothenberg i Emmelberg (Alemanya); a la conca de carbó de Kopeisk i Txeliabinsk (Urals, Rússia) i als marbres de Daba (Jordània).